# Чекин, Евграф Иванович
Евграф Иванович Чекин (7 декабря 1904 — 7 мая 1971) — командир взвода 929-го стрелкового полка, старший лейтенант. Герой Советского Союза (1944).

## Биография
Родился 7 декабря 1904 года в селе Маликово ныне Дальнеконстантиновского района Нижегородской области. Окончил начальную школу в родном селе.
В 1926—1928 годах проходил срочную службу в Красной Армии, рядовым красноармейцем в роте связи. После демобилизации вернулся домой. Член ВКП(б)/КПСС с 1932 года. В 1934 году окончил Кировскую областную совпартшколу. Работал председателем сельсовета и колхоза, инструктором райкома партии.
В июле 1941 года вновь призван в армию. В декабре того же года окончил курсы при Ивановском военно-политическом училище. В действующей армии с марта 1942 года. Воевал на Западном и Калининском фронтах военным комиссаром 7-го отдельного аэросанного батальона, 27-й отдельной автотранспортной роты.
В июле 1943 года назначен командиром взвода 929-го стрелкового полка 254-й стрелковой дивизии. Вскоре был назначен и парторгом стрелковой роты. Участвовал в ожесточённых боях под Корсунь-Шевченковским, форсировал Южный Буг и Днестр. В январе 1944 года был ранен, но остался в части.
30 марта 1944 года старший лейтенант Чекин со взводом отличился при освобождении населённого пункта Кырпица и форсировании реки Жижия. Лично в бою бутылкой с горючей смесью подбил «тигр». 7 апреля его взвод освободил населённый пункт Стынка, чем способствовал выполнению боевой задачи другими подразделениями полка. В одном из следующих боёв был тяжело ранен.
Почти полгода провёл в госпитале в глубоком тылу. После выздоровления на фронт больше не вернулся, оставался в резерве Среднеазиатского военного округа.
Указом Президиума Верховного Совета СССР от 13 сентября 1944 года за образцовое выполнение боевых заданий командования и проявленные при этом мужество и героизм старшему лейтенанту Чекину Евграфу Ивановичу присвоено звание Героя Советского Союза с вручением ордена Ленина и медали «Золотая Звезда».
В феврале 1945 года назначен старшим инструктором Кучумского райвоенкомата Восточно-Казахстанской области. С этой должности в январе 1946 года уволен в запас.
Вернулся на родину. До 1956 года был на хозяйственной, партийной и советской работе. С 1963 года — на пенсии. Жил в поселке Дальнее Константиново. Скончался 7 мая 1971 года. Похоронен на кладбище посёлка Дальнее Константиново.
Награждён орденами Ленина, Красной Звезды, медалями.
Его именем названа улица в Дальнем Константинове, в посёлке установлен бюст. Имя Героя увековечено на мемориальной доске выпускникам и преподавателям Ивановского военно-политического училища в городе Иваново, открытой в мае 2010 года.